# Guo Songling
Guo Songling (en chino tradicional, 郭松齡; en chino simplificado, 郭松龄; pinyin, Guō Sōnglíng; Wade-Giles, Kuo Sung-ling) (1883-24 de diciembre de 1925) fue un general chino de la camarilla de Fengtian que encabezó una importante rebelión contra el caudillo militar regional, Zhang Zuolin, a comienzos del invierno de 1925.

## Comienzos
Nació en la provincia de Fengtian en 1883 e ingresó pronto en el Ejército. Protegido del gobernador militar de la provincia vecina de Heilongjiang, Chu Ch'ing-lan, sirvió al mando de este primero como comandante de una compañía y más tarde de un batallón, parte de la 33.ª Brigada, destinada en Sichuan entre 1908 y 1911.
Durante la Revolución de Xinhai, marchó al norte, ingresó en el Instituto de Oficiales del Ejército a finales de 1911 o comienzos de 1912 y en 1913 se le asignó, ya con el grado de mayor, al Estado Mayor del comandante de la provincia de Fengtian, el general Chang Hsi-luan. Pasó entonces algún tiempo estudiando en la Academia Militar de Pekín y, tras su graduación en 1916, se le envió a Guangdong, donde volvió  servir al mando de Chu Ch'ing-lan.

## En la camarilla de Fengtian

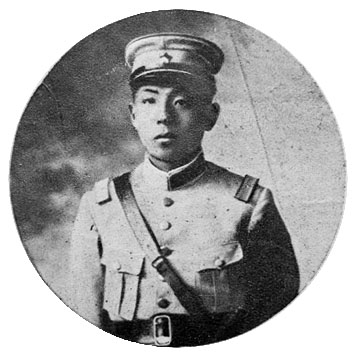
Zhang Xueliang, hijo de Zhang Zuolin, el principal caudillo militar del noreste de China. Guo ingresó en su camarilla de Fengtian gracias a su relación como profesor del joven Zhang.

Al dimitir Chu del Gobierno provincial, Guo pasó al norte como profesor de la academia militar de Mukden, donde estableció lazos con la camarilla de Fengtian al convertirse en uno de los maestros del joven Zhang Xueliang, hijo de Zhang Zuolin. A partir de entonces, las relaciones entre ambos fueron estrechas. A pesar de su ingreso en la camarilla, este fue tardío y Guo nunca alcanzó un puesto influyente en ella. Marginado a la hora de repartir el control de territorios, estaba especialmente enemistado con Yang Yuting, que creía que malquistaba a Zhang con él. Guo era uno de los oficiales con instrucción militar formal que habían ingresado en la camarilla para modernizarla, proceso que se aceleró tras la derrota de la camarilla en 1922.
Cuando el joven Zhang recibió el mando de una brigada en 1920, Guo pasó a dirigir el segundo regimiento de esta. En mayo de 1921, recibió el mando de una nueva brigada, la 8.ª Brigada mixta. Su unidad se batió brillantemente en la Primera Guerra Zhili-Fengtian, en 1922.
En mayo de 1924, Zhang Xueliang obtuvo el mando de la 27.ª División y Guo quedó al frente de la 2.ª Brigada, subordinado a él. Al mismo tiempo, se le nombró director de la Escuela Militar de las Tres Provincias Orientales (Manchuria) y jefe del Estado Mayor de la Oficina para la Reorganización del Ejército.
Durante la Segunda Guerra Zhili-Fengtian, dirigió, en calidad de vicecomandante del 3.er Ejército, las selectas 3.ª y 6.ª brigadas en los principales combates en Shanhaiguan. Después de la contienda quedó acuartelado con sus unidades cerca de Tianjin. Su enemistad con otros miembros de la camarilla, en parte debida a su difícil carácter y en parte por la envidia de otros oficiales por su influencia sobre el joven Zhang, impidieron que obtuviese el Gobierno militar de alguna provincia tras la victoria en el conflicto. Este menosprecio y su oposición a lo que consideraba anticuados métodos de gestión de Zhang Zuolin alimentaron su descontento, a pesar del crecimiento de las tropas bajo su mando.
En abril de 1925, se le nombró comandante de la 6.ª División del Ejército de Noreste, que englobó las brigadas 2.ª y 6.ª. Estas unidades se prepararon en el otoño para combatir contra el Guominjun y las unidades de Sun Chuanfang. Guo fue primero el vicecomandante y, una vez que Zhang Xueliang partió a Mukden a consultar con su padre, quedó al mando del Ejército, formado por setenta mil hombres. Estas fuerzas constituían el grueso de las unidades que controlaba la camarilla.

## Rebelión
Al mando de las tropas destinadas a luchar contra Feng Yuxiang y Sun Chuanfang ——las mejores de la camarilla, agrupadas en el 3.er Ejército, formado por seis divisiones, dos brigadas de artillería y cinco batallones de ingenieros—, Guo lanzó su rebelión contra Zhang Zuolin el 23 de noviembre. El joven Zhang había marchado el 20 a tratar con su padre tras el acuerdo alcanzado el 12 con Feng para que las fuerzas de ambos se enfrentasen a Sun en la zona del Yangzi.

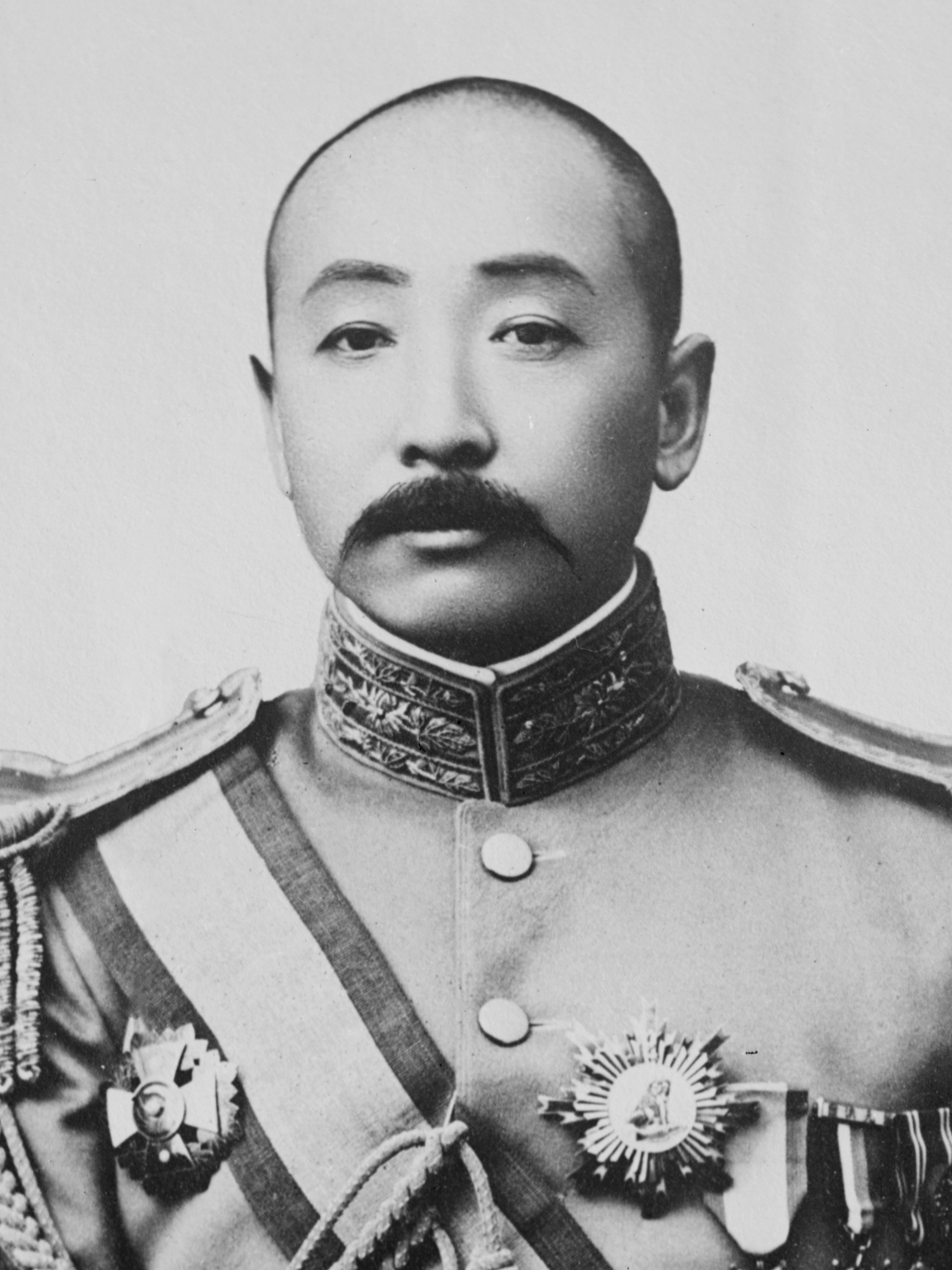
Zhang Zuolin, caudillo de la camarilla de Fengtian,que logró conservar su poder y aplastar la peligrosa rebelión de Guo gracias a la decisiva cooperación japonesa.

El acuerdo entre Feng y Guo para eliminar el poder de Zhang en el noreste estipulaba que Guo exigiría la renuncia de Zhang de su dominio en Manchuria —que sería entregada a Guo—, que Feng guardaría la retaguardia de Guo en caso de que el gobernador de Zhili de la camarilla de Fengtian se opusiese al alzamiento —si no lo hacía, se le ofrecería el Gobierno de Jehol— y que tanto la capital como el ferrocarril Pekín-Hankou quedaría en manos de Feng.
Finalmente y para disimular la apariencia de rebelión, en el telegrama público no exigió el traspaso del poder en las provincias nororientales, sino que pidió la renuncia de Zhang y la entrega del poder en la región a Zhang Xueliang. Varios de los mandos de la camarilla, entre ellos tres generales de división y veintiocho mandos menores, se negaron a secundar a Guo en su levantamiento y fueron arrestados. Contando con la cooperación del gobernador militar de Zhili, que parecía respaldar la revuelta, le entregó a la mayoría de los detenidos. Al mismo tiempo, envió dos mil hombres a Mukden la noche del 23 de noviembre para lanzar un golpe de mano que depusiese rápidamente a Zhang, pero este contingente resultó detenido y desarmado por el camino, en Shanhaiguan.
Fracasado este primer intento de eliminar a Zhang, Guo se preparó para marchar sobre Mukden, uniendo sus fuerzas formalmente al Guominjun como 4.º Ejército. El 25 Feng exigió públicamente la renuncia de Zhang y el 27 le declaró la guerra, en apoyo a Guo. El 2.º y 3.er ejércitos del Guominjun avanzaron desde Henan y Shaanxi para enfrentarse a las unidades de Zhang Zongchang en Shandong, pero tuvieron que replegarse derrotados a finales de noviembre. El 1.er Ejército del Guominjun asaltó tardíamente las posiciones de Zhang el 3 de diciembre y lo hizo en Jehol, el punto más débil de la camarilla. En general, el apoyo de Feng a Guo fue tibio. Sus fuerzas solo lograron romper el bloqueo en Zhili y tomar Tianjin el mismo día que Guo caía derrotado en Xinmin y, esto a costa de graves pérdidas.
Peor aún fue el cambio de bando del gobernador de Zhili: una vez que Guo hubo cruzado la Gran Muralla camino de Mukden, volvió a someterse a Zhang y cortó así la retirada de Guo y las comunicaciones con el Guominjun, bloqueadas por sus fuerzas en Zhili y las de Zhang Zongchang en Shandong. Los mandos arrestados en los primeros momentos de la rebelión quedaron en libertad.
A pesar de este contratiempo en la retaguardia, los primeros combates en el avance a Mukden resultaron favorables a Guo, que derrotó a los principales comandantes de la camarilla de Fengtian, antiguos compañeros de Zhang de sus tiempos de bandidaje. A trescientos kilómetros al este de Shanhaiguan, en Lianshan, estos sufrieron una estrepitosa derrota el 5 de diciembre. La camarilla se encontraba completamente desorganizada y Zhang sopesó la conveniencia de refugiarse en el territorio del sur de la región administrado por Japón.
Zhang recibió, sin embargo, el apoyo crucial de las autoridades japonesas, especialmente de los destinadas en la región, tanto civiles como militares. La determinación japonesa de que la guerra civil china no se extendiese a la zona favorecía a Zhang, ya que cualquiera que tratase de eliminarle debía contar con la necesidad de enfrentarse a la vez al imperio. Las autoridades japonesas locales consideraban que las medidas que había anunciado Guo perjudicarían a sus importantes intereses económicos en la región, lo que les llevó a socorrer a Zhang. Los japoneses desplegaron tropas en Mukden y a lo largo del Ferrocarril del Sur de Manchuria, lo que estorbaba el avance de Guo y amenazaba con desencadenar un enfrentamiento con las unidades de este. Los mandos japoneses frustraron los esfuerzos de Guo por delimitar las zonas que sus hombres debían evitar para prevenir los choques. Además, el 13 de diciembre impidieron que sus fuerzas tomasen Yingkou, evacuada por la escasa guarnición de Zhang, y prohibieron a sus fuerzas acercarse a menos de treinta kilómetros de la línea de ferrocarril. Esta actitud obligó a Guo a abandonar su plan de cercar Mukden con un movimiento en pinza y a limitar su avance al ferrocarril Pekín-Mukden, que atravesaba un gran páramo arenoso donde era imposible encontrar abrigo o vituallas. Incluso en caso de victoria sobre las fuerzas de Zhang atrincheradas en Xinmin, Mukden resultaba inalcanzable sin enfrentarse a las japonesas.
Las fuerzas de Guo sufrían no solo la falta de abastos, sino también de dinero y de ropa de invierno en un momento de temperaturas gélidas. Las unidades de Zhang, por el contrario, contaban con cortas líneas de abastecimiento, estaban perfectamente pertrechadas, bien pagadas y gozaban de la cooperación de oficiales japoneses. Estos llegaron incluso a prestar a Zhang una unidad de artillería pesada. El claro apoyo japonés hizo además que algunos miembros de la camarilla, renuentes hasta entonces a unir su suerte a la de Zhang, se apresurasen a prestarle auxilio.

## Derrota y muerte
El combate definitivo entre las dos fuerzas comenzó el 21 de diciembre y duró dos días. Las unidades de Guo consiguieron tomar Xinmin pero poco después la artillería enemiga detuvo su avance. Un gran fuerza de caballería atacó entonces su retaguardia —posiblemente tanto este contingente como la artillería estaban dirigidos por oficiales japoneses— y desbarató sus unidades. Mientras que una pequeña parte de la columna escapó, la mayoría de los oficiales se rindieron. Guo y su esposa se escondieron en una pila de rábanos en el sótano de una granja tratando de escapar, pero fueron descubiertos, llevados al cuartel general de Zhang y fusilados. Sus cadáveres quedaron expuestos en el mercado de Mukden el 25 de diciembre.